# Castello di Spedaletto
Il castello di Spedaletto è un complesso architettonico fortificato situato nell'omonima località rurale del territorio comunale di Pienza lungo la Strada Provinciale 53.

## Storia
Il complesso venne costruito nel corso del XII secolo ed appartenne allo Spedale di Santa Maria della Scala di Siena.
Nel corso del Quattrocento furono effettuati lavori di restauro che modificarono l'originario aspetto del castello di origine medievale, conferendogli l'aspetto di grancia (fattoria fortificata); risalgono al 1446 l'antiporta con mura.
In epoca ottocentesca venne aggiunto un fabbricato per ospitare il magazzino della grancia.

## Descrizione
Il complesso architettonico fortificato si articola con una planimetria quadrangolare. Su ciascuno dei quattro angoli si eleva un edificio turriforme; quello nord-occidentale si caratterizza per la merlatura sommitale.
Davanti al lato settentrionale del complesso una serie di edifici disposti ad L, in parte adibiti a magazzini, precedono la struttura fortificata. Lungo il lato occidentale si elevano due torrette merlate, ciascuna alla rispettiva estremità, mentre al centro si apre una porta sovrastata da una torre di guardia anch'essa merlata, dalla quale origina un tratto di cortina muraria che la unisce alla torretta meridionale.
Presso il castello si trova la chiesa di San Niccolò a Spedaletto con annessa canonica.